# Locus-Kontrollregion
Als Locus-Kontrollregionen (englisch locus control region, LCRs) werden Sequenzabschnitte im Genom von Eukaryoten bezeichnet, die die Fähigkeit haben, die Transkriptionsrate benachbarter Gene gewebsspezifisch zu steigern oder zu verringern.
Das Konzept der Locus-Kontrollregionen basiert auf der Beobachtung, dass die gewebsspezifische Regulation der Genexpression sowohl während der  Entwicklung als auch in ausgewachsenen Organismen nicht nur auf gennahen regulatorischen Elementen (wie Promotor, Enhancer, Silencer) beruht, sondern auch auf Wechselwirkungen mit weiter entfernt liegenden regulatorischen Elementen auf dem gleichen Chromosom. LCRs können viele tausend Basenpaare vom Transkriptionsstart entfernt liegen. Sie gehören zu den DNase-I-sensitiven Regionen, daher nimmt man an, dass sie eine 'offene' Chromatinstruktur haben. Bei LCRs spielt die Superspiralisierung bzw. die Entwindung der DNA eine Rolle. LCRs können eine essentielle Voraussetzung zur Transkription bestimmter Gene in bestimmten Bereichen darstellen.
Beim Menschen sind 20 Genfamilien bekannt, deren Expression über LCRs kontrolliert wird. Ein bekanntes Beispiel ist der LCR des β-Globin-Locus.

## Modellvorstellungen
Es gibt zwei Modelle, wie LCRs ihre Wirkung auf die Transkription, viele Basenpaare von ihrem Standort entfernt, entfalten können.
Das Looping modelDie LCR-Sequenz der DNA bildet eine Schlaufe, welche sich dem Gen, das transkribiert werden soll, annähert. Dabei nähert sich diese Schlaufe so nah an die Bindungsstellen der Transkriptionsmaschinerie (ein Proteinkomplex) an, sodass die LCR Einfluss auf die Transkription dieses Gens nehmen kann.
Das Spreading modelEin durch ein regulatorisches Element entstehendes Signal breitet sich entlang des Chromatins aus, bis es auf einen proximalen Promotor trifft.

## Geschichte
Die LCRs wurden vor über 20 Jahren identifiziert. Bei Studien an transgenen Mäusen wurde festgestellt, dass die LCR für die normale Regulation der Genexpression von Beta-Globinen verantwortlich ist.